# Transferencia de responsabilidades presidenciales en Cuba (2006-2008)
La transferencia de responsabilidades presidenciales en Cuba durante el período 2006-2008 consistió en la transferencia de deberes y obligaciones de la presidencia cubana de Fidel Castro al vicepresidente primero, su hermano Raúl Castro, como consecuencia de la operación y recuperación de Fidel de una dolencia digestiva indeterminada que se cree fue una diverticulitis. Si bien Raúl Castro ejerció las responsabilidades de Presidente del Estado, durante este período Fidel Castro retuvo el título de Presidente de Cuba, formalmente presidente del Consejo de Estado de Cuba.

## Hechos
La transferencia de deberes y obligaciones, que fue anunciada el 31 de julio de 2006, estaba de acuerdo al Artículo 94 de la Constitución de Cuba, que establece que "En caso de ausencia, enfermedad o muerte del Presidente del Consejo de Estado lo sustituye en sus funciones el Primer Vicepresidente".
Fidel Castro había ejercido el poder desde 1959 y era Presidente de Cuba desde 1976. Al momento de su operación en el 2006, tenía 79 años de edad. Los detalles completos de su enfermedad no han sido revelados aún por el gobierno cubano, lo cual ha alimentado diversas especulaciones sobre la gravedad de su estado.
Luego que un destacado doctor español visitara a Castro durante el mes de diciembre del 2006 y anunciara que el líder cubano se estaba recuperando de un problema digestivo, Castro comenzó a realizar apariciones ocasionales por televisión, radio y la prensa. Según el presidente de Venezuela Hugo Chávez, quien realizó varias visitas a La Habana durante la convalecencia de Castro, hacia abril del 2007 su par cubano estaba "recuperándose" y había continuado "con una buena parte de sus tareas". Ricardo Alarcón, Presidente de la Asamblea Nacional de Cuba, expresó que Fidel Castro estaría recuperado para competir por su reelección en la asamblea del año 2008.
El 19 de febrero de 2008 Fidel Castro anunció que no se presentaría como candidato para ser reelegido Presidente en la próxima reunión de la Asamblea Nacional del Poder Popular de Cuba. Raúl Castro fue elegido Presidente de Cuba, el 24 de febrero de 2008.